# Schlacht bei Grochów
Stoczek ·
Wawer ·
Białołęka · 
Grochów · 
Dębe Wielkie ·
Iganie ·
Ostrołęka · 
Rajgród · 
Kałuszyn ·
Miedzyrzec ·
Warschau (Wola)
Die Schlacht von Grochów vom 25. Februar 1831 war eine der größten Schlachten während des Novemberaufstandes zwischen den aufständischen polnischen Truppen und der Armee des Kaiserreichs Russland. Sie gilt als unentschieden, weil sich die Polen lange Zeit gegen einen stark überlegenen Gegner behaupten konnten, auch wenn sie sich schließlich über die Weichsel zurückziehen mussten.

## Vorgeschichte
Nach dem Beginn des Aufstandes scheute die polnische Führung vor einer Winteroffensive in Richtung Litauen zurück. Stattdessen hatte die russische Armee ihre Einheiten reorganisiert und ließ sie in Richtung Warschau marschieren, da der Besitz der Hauptstadt als kriegsentscheidend angesehen wurde.
Der Vormarsch begann am 5. Februar bei Temperaturen um die −20 Grad Celsius. Die zugefrorenen Flüsse erleichterten zunächst den Vorstoß, bis am 7. Februar Tauwetter einsetzte.
Es kam am 15. und 17. Februar zu ersten Gefechten und am 19. zu einer Schlacht bei Wawer. Nach schweren Kämpfen mussten sich die Polen auf eine Stellung bei Grochow zurückziehen.
Dort lagen sich die russische und die polnische Armee gegenüber. Die russischen Truppen umfassten etwa 60.000 Mann unter dem Kommando von Feldmarschall Hans Karl von Diebitsch-Sabalkanski und Georg Andreas von Rosen. Die polnische Armee war etwa 40.000 Mann stark und stand de facto unter dem Kommando von General Józef Chłopicki. Der offizielle Oberbefehlshaber Michał Gedeon Radziwiłł spielte keine nennenswerte Rolle. Weitere hochrangige Generäle auf polnischer Seite waren unter anderem Jan Zygmunt Skrzynecki und Jan Krukowiecki. Beide Armeen verfügten über zahlreiche Geschütze. Auf polnischer Seite waren dies etwa 100, auf russischer Seite 250 Stück. Neben regulären Einheiten, die sich zu Beginn des Aufstandes der polnischen Nationalregierung unterstellt hatten, kämpften auf polnischer Seite etwa 8000 nur mit Sensen ausgerüstete Bauern.
Fünf Tage lang, vom 20. bis 24. Februar 1831, standen sich die Armeen gegenüber. Dabei kam es zu mehreren kleineren Gefechten. Der russische Feldmarschall wartete auf Verstärkung durch das Grenadierkorps. Die russische Armee litt in dieser Zeit unter massivem Versorgungsmangel. In den letzten beiden Tagen fehlte es an Brot.
Bereits am ersten Tag versuchten die Russen, ein strategisch wichtiges Erlenwäldchen zu nehmen, mussten sich aber nach einem Verlust von 800 Mann wieder zurückziehen.

## Verlauf

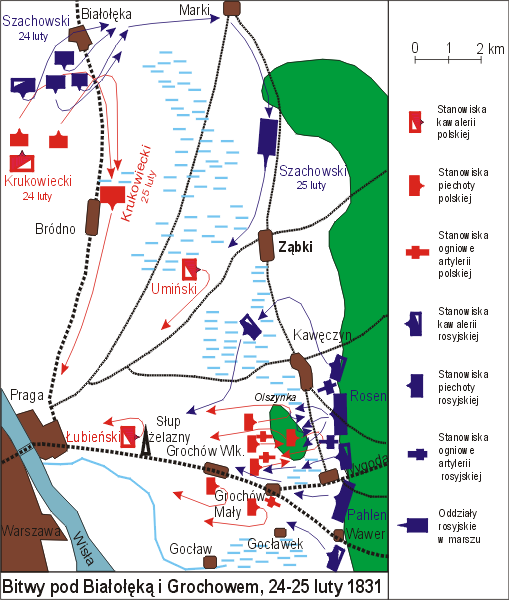
Plan der Schlacht (polnisch). (Die polnischen Einheiten sind rot, die russischen blau dargestellt)

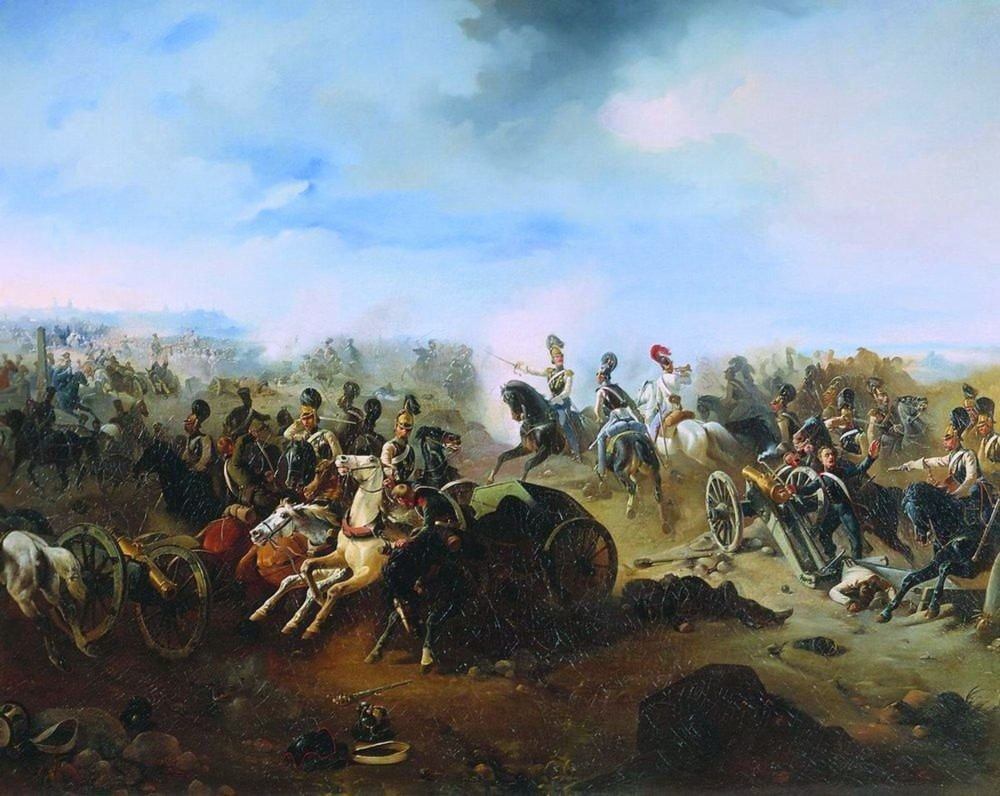
Russische Kavallerieattacke, Gemälde von Bogdan Willewalde

Diebitsch beabsichtige nach Ankunft der Grenadiere, die er am 25. Februar erwartete, die Polen mit frischen Truppen zu einer Entscheidungsschlacht zu zwingen. Um 9 Uhr morgens begann die Schlacht. Noch während des Gottesdienstes auf russischer Seite griffen die polnischen Truppen zunächst mit leichter Infanterie und Geschützfeuer an. Bis dahin waren die erwarteten russischen Grenadiere nicht eingetroffen. Gleichwohl nahm der russische Befehlshaber die Schlacht an. Mehrmals versuchten russische Einheiten vergeblich unter schweren Verlusten das Erlenwäldchen zu stürmen. Zeitweise schien der Sieg der Polen nahe. Beide Feldherren nahmen zeitweise aktiv am Kampf teil. Auf Seiten der Polen war problematisch, dass einige Kommandeure die Befehle des Feldherren nicht befolgten.
Erst um ein Uhr gelang es den Russen, die Stellung zu nehmen. Insgesamt sollen 10.000 Mann beider Seiten bei dem Wäldchen gefallen sein. Die polnischen Truppen zogen sich in vorbereitete Verteidigungsstellungen zurück. Dabei wurden sie von der russischen Kavallerie angegriffen. Diese erlitt ihrerseits auch durch Kartätschenfeuer schwere Verluste. Auch hielt die polnische Reiterei die russische Kavallerie auf und verhinderte, dass die Russen einen eindeutigen Sieg erringen konnten. Schließlich zog sich die polnische Armee nach Praga und dann über die Weichsel nach Warschau zurück. Der russische Feldmarschall verzichtete darauf, Praga sofort anzugreifen und damit den polnischen Aufstand rasch niederzuschlagen. Mit dem Beginn der Dunkelheit um 17 Uhr endete die eigentliche Schlacht.

## Folgen
Am nächsten Tag nahmen die Russen einen Teil von Praga ein. Die Polen zündeten einen anderen Teil der Stadt an. Am 27. besetzten die Russen ganz Praga, während die Polen den befestigten Brückenkopf nach Warschau behaupteten.
In der blutigen Schlacht verloren die Russen 9.400, und die Polen 7.300 Mann. Andere Angaben sprechen von zusammen 25.000 Toten auf beiden Seiten. Auch der polnische Oberkommandierende wurde schwer verwundet.
Nach der Schlacht kam es etwa vier Wochen lang zu einer weitgehenden Unterbrechung der Kampfhandlungen, die beide Seiten zur Reorganisation ihrer Einheiten nutzten.